# M62 (astronomia)
M 62 (conosciuto anche come NGC 6266) è un ammasso globulare visibile nella parte meridionale della costellazione dell'Ofiuco.

## Osservazione

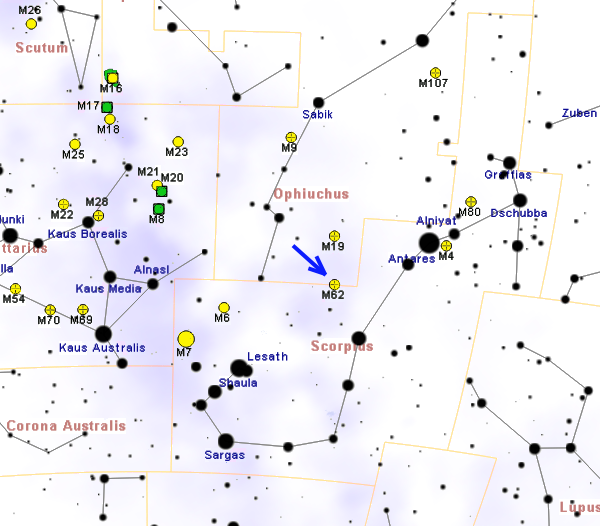
Mappa per individuare M62.

M62 è relativamente semplice da localizzare: basta infatti puntare su Antares e spostarsi di circa 5° a sud-ovest; può essere osservato con un semplice binocolo di media potenza, come un 10x50, in cui si mostra come un alone chiaro e nebuloso. Un telescopio di 80-120mm di apertura non permette di iniziare la risoluzione in stelle e l'ammasso permane di aspetto indefinito; uno strumento da 200mm è in grado di rivelare alcune stelle di quattordicesima e quindicesima magnitudine, alcune delle quali riunite in concatenazioni.
M62 può essere osservato con facilità anche quando non si mostra molto alto sull'orizzonte, ma occorre tener presente che si tratta di un oggetto situato a declinazioni moderatamente australi, dunque in alcune aree del Nord Europa e del Canada, a ridosso del circolo polare artico, non è mai osservabile; dall'emisfero sud, al contrario, M62 è ben visibile e alto nelle notti dell'inverno australe. Il periodo migliore per la sua osservazione nel cielo serale è quello compreso fra maggio e agosto.

## Storia delle osservazioni
M62 fu scoperto nel 1771 da Charles Messier ma la sua posizione precisa fu ricavata soltanto nel 1779; John Herschel lo osservò nel 1833 dal Capo di Buona Speranza, alla cui latitudine M62 transita quasi allo zenit, risolvendolo in una miriade di stelle di quindicesima magnitudine. L'ammiraglio Smyth lo descrisse come una "nebulosa" ben risolvibile in un gran numero di stelle.

## Caratteristiche

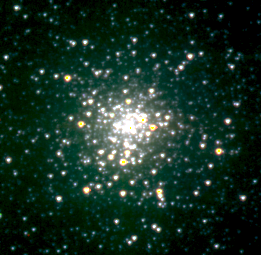
M62 all'infrarosso

M62 si trova a una distanza di circa 22.500 anni luce dalla Terra e ha un diametro di 100 anni luce; si trova sul confine tra le costellazioni dell'Ofiuco e dello Scorpione, circa 3° a sud dell'ammasso globulare M19.
È uno degli ammassi globulari più irregolari, ciò è probabilmente dovuto alla sua vicinanza al centro della Galassia (6.100 anni luce circa), il quale lo deforma grazie alle forze mareali; questa forza induce l'area sud-orientale dell'ammasso ad essere più concentrata rispetto alle altre.
Dagli studi condotti a partire dal 1970 si è ricavato che M62 contiene almeno 89 stelle variabili, molte delle quali del tipo RR Lyrae. L'ammasso contiene inoltre un certo numero di sorgenti di raggi X.

### Libri
- (EN) Stephen James O'Meara, Deep Sky Companions: The Messier Objects, Cambridge University Press, 1998, ISBN 0-521-55332-6.

### Carte celesti
- Toshimi Taki, Taki's 8.5 Magnitude Star Atlas, su geocities.jp, 2005. URL consultato il 7 novembre 2010 (archiviato dall'url originale il 5 novembre 2018). - Atlante celeste liberamente scaricabile in formato PDF.
- Tirion, Rappaport, Lovi, Uranometria 2000.0 - Volume II - The Southern Hemisphere to +6°, Richmond, Virginia, USA, Willmann-Bell, inc., 1987, ISBN 0-943396-15-8.
- Tirion, Sinnott, Sky Atlas 2000.0 - Second Edition, Cambridge, USA, Cambridge University Press, 1998, ISBN 0-933346-90-5.
- Tirion, The Cambridge Star Atlas 2000.0, 3ª ed., Cambridge, USA, Cambridge University Press, 2001, ISBN 0-521-80084-6.